# 342. пешадијска дивизија (Вермахт)
342. пешадијска дивизија Вермахта је формирана од регрута 14. таласа током новембра 1940. у Немачкој.
Дана 15. септембра 1941. Немачка 342. пешадијска дивизија је послата из Француске у Србију ради слома устанка. Она је тада већ била у борбама прекаљена јединица, састављена од 12.000 људи, под командом генерала др Валтера Хингхофера који потиче из Аустрије. У јесен 1941. године је бруталном репресијом угушила устанак у Србији, а потом се борила против партизана у НДХ.

## Ратни злочини
Ова дивизија, "у знак одмазде", од 13. до 16. октобра 1941. године привела је и систематски стрељала 2950 Срба у Драгинцу (Лозница). У једном извештају који је са дивизијског командног места 342.пешадијске дивизје 30.10.1941. године послат Опуномоћеном генералу у Србији стоји између осталог "Стрељано за одмазду 2950". Исти број стоји и на спомен костурници у коју су положени посмртни остаци стрељаних у Драгинцу.
Ради се о цивилима које је у знак одмазде због пораза у борби код Гајића стене 698. пук под командом потпуковника Штрауса покупио по селима око Драгинца (неретко убијајући и жене и децу на лицу места) и довео у Драгинац.
Масовна стрељања извршена су на пољу крај потока Трнавица у близини Драгинца. Немци су водили затворенике у групама од 10 до 20, приморавали их да сами ископају огромне раке, постројавали их поред гробнице и убијали рафалима из митраљеза. Само 14. октобра стрељано је, према извештају 342. дивизије, 400 лица. „Наведене четири стотине стрељаних лица, од укупног броја јављених, односе се на она, која су ухваћена на рејону Драгинца и у његовој околини. Остатак заробљених сачињавају лица која, у циљу своје безбедности, добровољно ступају у немачко заробљеништво". Та бесмислена подела на „ухваћене" и „добровољне" заробљенике биће сутрадан, када Немци преброје све своје мртве и рањене, збрисана.
За укупне губитке од 8 погинулих и 30 рањених официра и војника требало је, по наређењу Штаба дивизије, да се у Драгинцу стреља за одмазду 2.300 затвореника. Пошто је 400 већ стрељано, Штаб 342. дивизије наредио је 15. октобра (у 11 часова) 698. пуку:
„Све ухапшенике на лицу места стрељати и још једном објавити проглас. Код акције по могућности привући остало становништво ".
Наређење је дословно извршено. Све мушкарце, које су немачке трупе похватале 14. и 15. октобра у Доњој и Горњој Бадањи, Текеришу, Каменици, Трбосиљу, Јошеви, Јаребицама, Рибарицама, Филиповићима, Симином Брду, Великом Селу и Јадранској Лешници спроводиле су у Драгинац на стрељање.
Војници ове дивизије су стрељали 130 цивила у Ваљеву као одмазду за саботажу на железничкој прузи. Ово је потврдио шифровани извештај Ултре од 10. новембра 1941.